# Современный джайв
Современный джайв (англ. Modern Jive) — стиль танца, наследник танцев свинг, линди хоп, рок-н-ролл, сальса и прочих. Отличительной особенностью этого танца является упрощённая работа ног. Иногда используют название французский джайв, отражающее истоки танца.
Приставка «современный» используется чтобы различать классический джайв имеющий свой ритм и набор движений, от его двойника, отличающегося работой ног и использующего расширенный набор движений.
В танце около 20 основных и несколько сот более сложных движений.

## История
Современный джайв был разработан в Великобритании в 1980-х годах в трех лондонских клубах 'Ceroc', 'Le Roc' и 'Cosmopolitan Jive'. Он базировался на версии джайва, развитой во Франции после Второй мировой войны, когда американские танцы, такие как Джиттербаг, получили популярность благодаря присутствию американской армии.
Музыкальный размер современного джайва 4
4. Основной шаг танца состоит из шестишаговой модели.
Из-за уникального ритма Modern Jive танцуют в самых разных темпах (от 60 до 180 BPM, обычно 110—140). Сильные доли — 1, 3, 5 и 7, именно в эти доли танцоры находятся в позиции (двигаясь через менее слабые доли 2, 4, 6 и 8).